# Abronia reidi
Espèce
Statut de conservation UICN

 DD  : Données insuffisantes
Abronia reidi est une espèce de sauriens de la famille des Anguidae.

## Répartition
Cette espèce est endémique du Veracruz au Mexique. Elle se rencontre dans la Sierra de los Tuxtlas,.

## Étymologie
Cette espèce est nommée en l'honneur de Jack Robert Reid.

## Publication originale
- Smith & Álvarez del Toro, 1963 : Two new lizards (genera Abronia and Xenosaurus) from the Los Tuxtlas Range of Veracruz, Mexico. Transactions of the Kansas Academy of Sciences, vol. 64, no 2, p. 123-132.